# Bekas (Film)
Bekas (kurdisch: Waisenkinder) ist ein kurdisches Filmdrama des Regisseurs Karzan Kader aus dem Jahr 2012. Der Film handelt von zwei Kriegswaisen, die versuchen während der Herrschaft Saddam Husseins aus Kurdistan (Nordirak) nach Amerika zu fliehen.

## Handlung
Die Brüder Zana (6) und Dana (10) leben als Waisen im kurdischen Teil des Irak. Als sie durch ein Dachfenster einen Superman-Film ansehen, beschließen sie, Saddam Husseins Land zu verlassen und nach Amerika zu gehen, der „Stadt in der Superman lebt und die Eltern wieder zum Leben erwecken kann“. Sie versuchen Geld als Schuhputzer zu verdienen, letztlich kaufen sie einen Esel, der bald den Namen „Michael Jackson“ bekommt. Sie glauben, dass man nach kurzer Reisedauer bereits am Ziel sein könne. Sie hängen sich unter Lastwagen und kommen so über eine Grenze. Eine weitere Grenze passieren sie in einem Kofferraum in einem Sack. Als Dana auf eine Landmine tritt, schickt er seinen Bruder in das nächste Dorf um Hilfe zu holen. Er wird aber von allen Bewohnern feindlich abgewiesen. Die Sonne und Hitze setzen Dana sehr zu, er bittet seinen Bruder um Verzeihung und springt von der Mine. Die vermeintliche Landmine entpuppt sich als Blindgänger, die nach ein paar Geräuschen nicht detoniert. Dana rennt in das Dorf und wird nach kurzer Suche fündig. Er und sein Bruder schließen sich in die Arme und weinen vor Glück.

## Preise und Auszeichnungen
- 2012: Publikumspreis beim Dubai International Film Festival